# 邪惡之眼
〈邪惡之眼〉（英語：The Eyes）是《探險活寶》第二季的第2集。在卡通頻道2010年10月18日播出。
本集以阿寶和魔法狗老皮為主角。在這一集中，阿寶和老皮被一匹只用大眼睛盯著他們擾亂的馬吵醒。最後兩人花一個晚上要讓馬離開他們，且發現其實是冰霸王所偽裝；他正在試圖學著像阿寶和老皮一樣快樂的秘密。

## 劇情
阿寶和老皮被一匹只用大眼睛盯著他們擾亂的馬吵醒。最後兩人花一個晚上要讓馬離開他們，且發現其實是冰霸王所偽裝；他正在試圖學著像阿寶和老皮一樣快樂的秘密。

## 幕後製作
《邪惡之眼》的故事撰稿由梅里韋瑟·威廉、史帝夫·里托、派屈克·麥克海爾、色洛普·范·奧爾曼和者原創潘得頓·沃德所作。肯特·奧斯本和宋維萊·沙雅蓬合作在2010年4月1日提交給電視台審批的分鏡。拉里·萊奇力特擔任導演，派屈克·麥克海爾和科爾·桑切斯擔任創意總監，則尼克·詹寧斯擔任藝術總監。
冰霸王穿上偽裝馬服裝對阿寶和老皮監視靈感來自於凱特·貝頓（Kate Beaton）網絡漫畫人物筆下的肥胖昔德蘭矮種馬。沃德問貝頓角色可以出現。她後來把機會稱為“一件很棒的事情”。

## 迴響
《邪惡之眼》於2010年10月18日的卡通頻道首播。有226.6萬觀眾收看，並得到1.4/2的尼爾森收視率。這意味著1.4%的家庭和2%的家庭播放時收看。表示比有二百一十萬觀眾收看的本季第一集的收視率略有增加。首次看到於2011年DVD，包括前兩季的12集《探險活寶：最愛的兩個人》發行的同名一集。之後於2013年6月重新發行第二季完整版DVD。
《影音俱樂部》的倫納德·皮爾斯（Leonard Pierce）給予此集B+，並且指出此集和此節目都證明卡通網絡“奠定了熱情不忘
的動畫娛樂的基礎，今日的孩子們15年後任何替代網路會談論到。”皮爾斯特別讚揚此集阿寶和老皮拼命擺脫這匹馬的中幕，寫道類似於“過去經典華納兄弟卡通”，說明[《探險活寶》]呈現荒謬和誇張俏皮的範疇作的最棒。“DVD Talk的弗朗西斯·里佐三世（Francis Rizzo III）寫道，此集預述“很簡單”，但是“馬的呈現方式讓他每個屏幕上的表面跡象都笑了起來”。IGN的馬特·福勒（Matt Fowler）將此集陳說“第二季”的“脫穎而出”。

## 外部連結
- 互联网电影数据库上邪惡之眼的资料（英文）